# بيل توماس (متسابق يخت)
بيل توماس هو متسابق يخت كندي، ولد في 1925.

## وصلات خارجية
- ويليام توماس على موقع أوليمبيديا (الإنجليزية)